# Viaduto Wiesen
O Viaduto Wiesen ou Viaduto Wiesener (em alemão:  Wiesener Viadukt) é um viaduto ferroviário de faixa única, construído a partir de blocos de concreto com silhar de cobertura. Sua estrutura atravessa o Rio Landwasser, localizado a sudoeste do povoado de Wiesen, no cantão de Grisões, na Suíça.
Projetado pelo então engenheiro-chefe da Ferrovia Rética (RhB), Henning Friedrich, foi construído entre 1906 e 1909 pelo contratante G. Marasi (Westermann & Cie, Zurique), sob a supervisão de P. Salaz, e Hans Studer.
A RhB ainda é a proprietária do viaduto, e o utiliza para o serviço regular. 

## Localização
O Viaduto Wiesen faz parte da secção ferroviária Davos–Filisur, entre as comunas de Wiesen e Filisur. Está situado a apenas 300 metros (980 pé) a sudoeste da estação ferroviária de Wiesen, dispondo, no seu lado sul, uma ponte pedonal que dá acesso a Filisur para caminhantes. Na extremidade ocidental do viaduto, encontra-se uma roda gigante desativada. 

## História
A estrutura do Viaduto Wiesen foi projetada pelo então engenheiro-chefe da Ferrovia Rética, Henning Friedrich. Sua construção começou em outubro de 1906, sob a direção de um outro engenheiro, Hans Studer. Com o lançamento da linha ferroviária Davos–Filisur, em julho de 1909, o viaduto entrou em operação. Naquela época, o custo total da construção foi de 324.000 franco suíços.
O cimbre utilizado para a construção do viaduto foi desenhado por G. Marasi, e consumiu cerca de 500 metro cúbicos (18 000 cu ft) de madeira, e construído pelo carpinteiro grisonense Richard Coray.
Em 1926, o viaduto foi retratado pelo artista alemão Ernst Ludwig Kirchner em sua obra de arte intitulada Brücke bei Wiesen (em português: A Ponte em Wiesen).

## Dados técnicos
O Viaduto Wiesen possui 88,9 metros (292 pé) de altura e 210 metros (690 pé) de comprimento. Sua seção principal tem 3,7 metros (12 pé) de largura, e 55 metros (180 pé) de comprimento, o que a torna uma das mais longas pontes de alvenaria do tipo.
A oeste da via principal, há dois arcos, medindo cada um 20 metros (66 pé) de comprimento. A leste, existem mais quatro arcos, cada um também com 20 metros (66 pé) de comprimento.
Essas características técnicas fazem do Viaduto de Wiesen a segunda maior ponte de pedra da Ferrovia Rética.

## Galeria

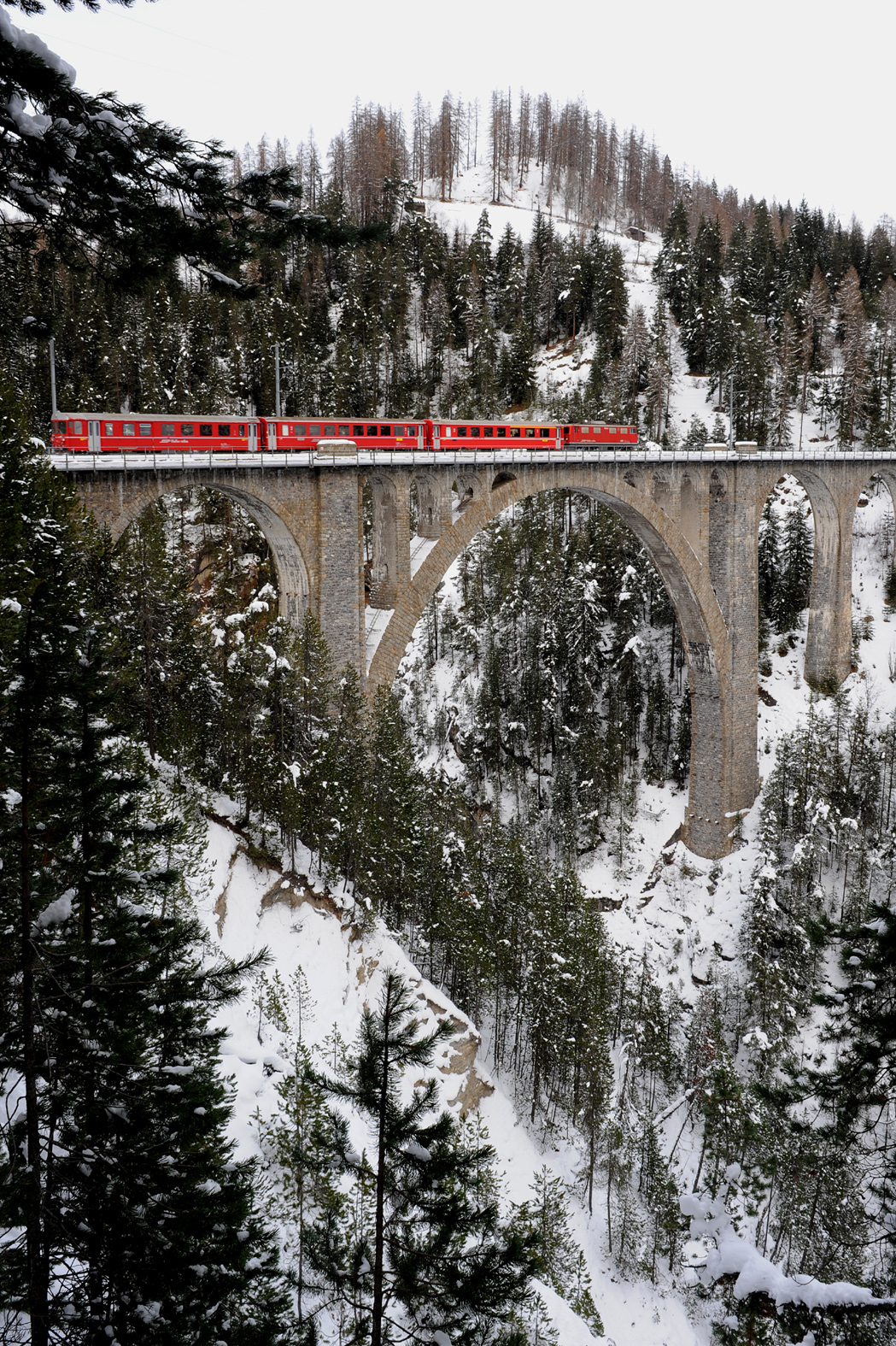
Um comboio reversível da Ferrovia Rética (RhB) a cruzar o viaduto.
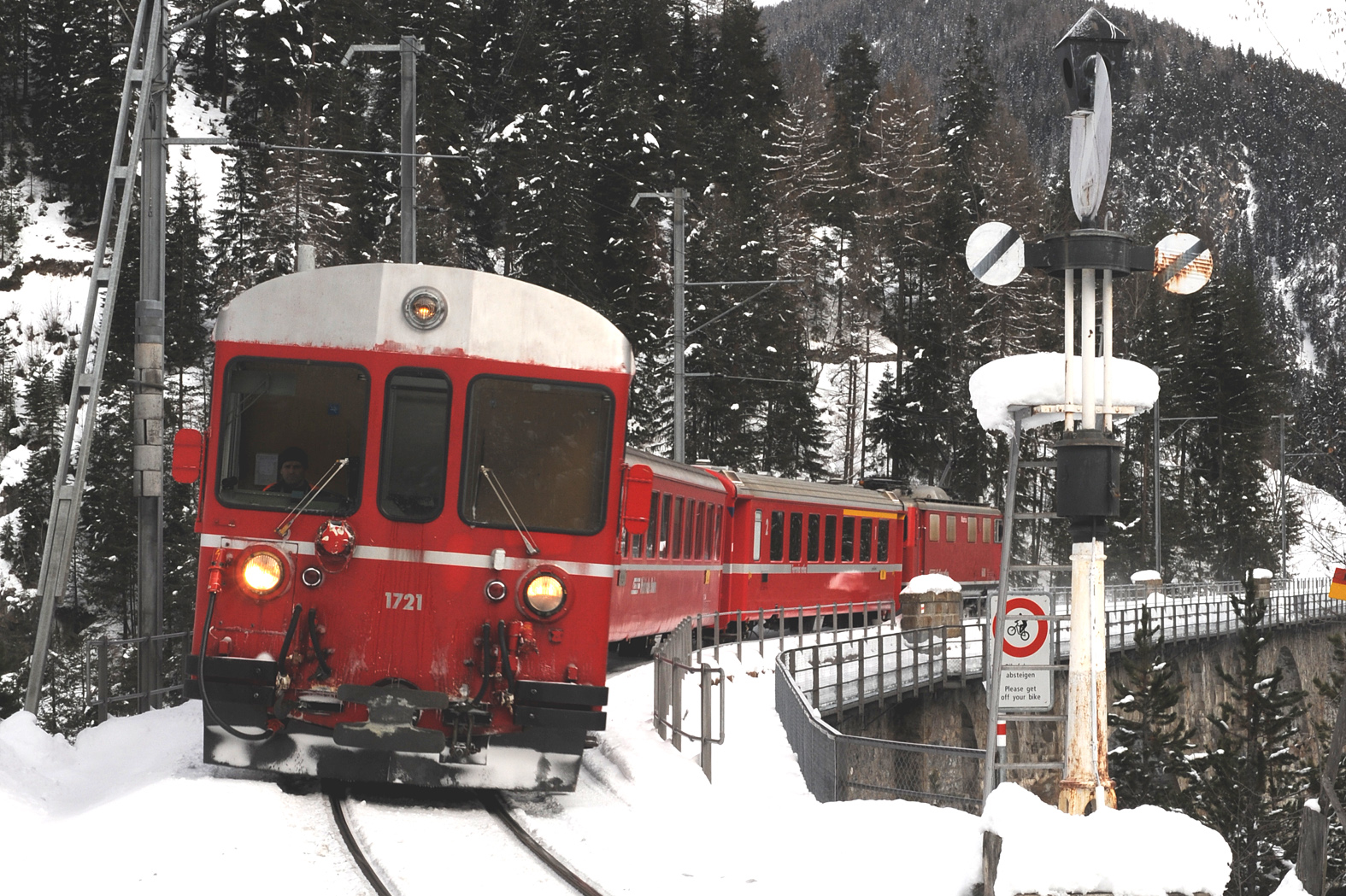
Um comboio vindo de Filisur, a cruzar o viaduto.
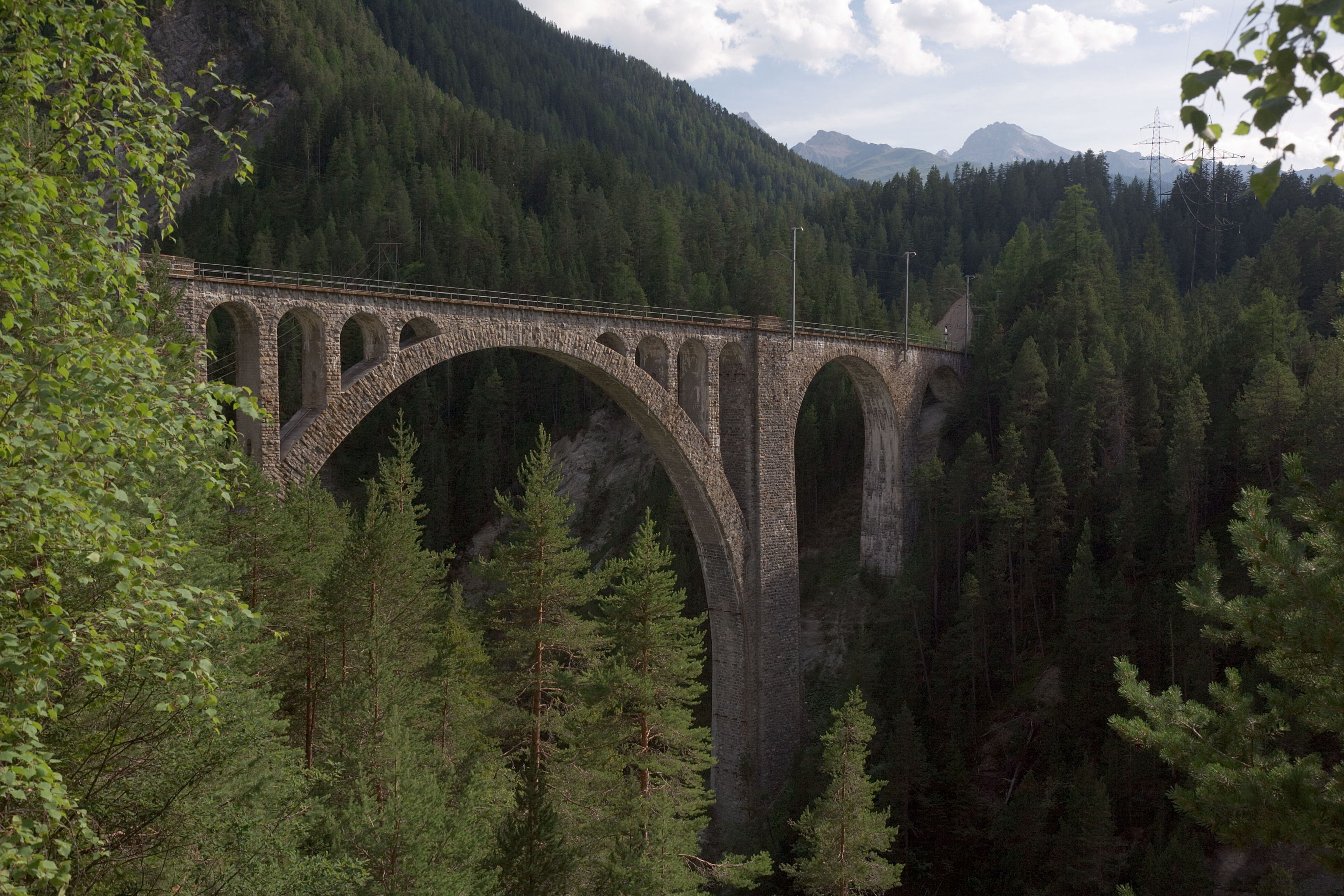
Vista do viaduto no verão.
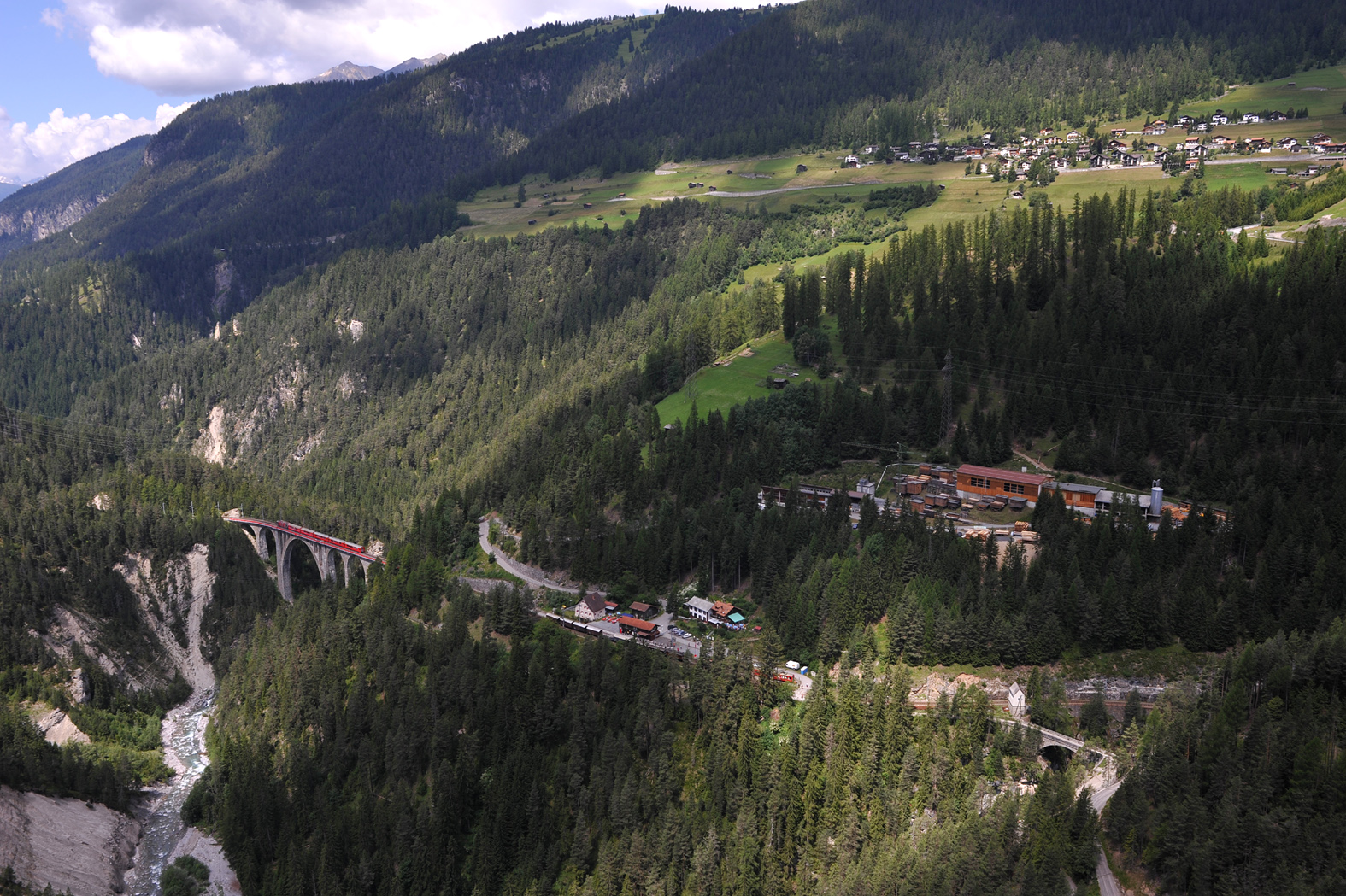
Vista do viaduto Wiesen a partir da estrada para Jenisberg (Jenisbergstrasse), com a estação ferroviária de Wiesen visível à direita.
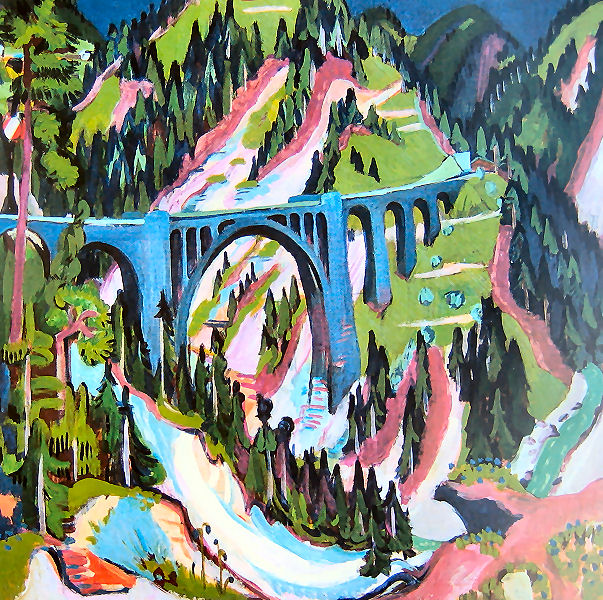
A pintura "Brücke bei Wiesen" em óleo sobre tela do artista alemão Ernst Ludwig Kirchner, exposta no Kirchner Museum em Davos, Suíça.